# Phycosoma
Phycosoma is een geslacht van spinnen uit de  familie van de Theridiidae (kogelspinnen).

## Soorten
- Phycosoma altum (Keyserling, 1886)
- Phycosoma amamiense (Yoshida, 1985)
- Phycosoma excisum (Simon, 1889)
- Phycosoma flavomarginatum (Bösenberg & Strand, 1906)
- Phycosoma inornatum (O. P.-Cambridge, 1861)
- Phycosoma jamesi (Roberts, 1979)
- Phycosoma japonicum (Yoshida, 1985)
- Phycosoma lineatipes (Bryant, 1933)
- Phycosoma martinae (Roberts, 1983)
- Phycosoma menustya (Roberts, 1983)
- Phycosoma mustelinum (Simon, 1889)
- Phycosoma nigromaculatum (Yoshida, 1987)
- Phycosoma oecobioides O. P.-Cambridge, 1879
- Phycosoma spundana (Roberts, 1978)